# 中国灰姑娘
《中国灰姑娘：一个被嫌恶女儿的秘密故事》（Wishbones）是加拿大华裔医生兼作家马严君玲（以下简称君玲）的一本非虛構小说，描述了她在中国长大的经历。《中国灰姑娘》于1999年初版，是君玲1997年自传《落叶》的修订版，补充了大量内容。作者的母亲在生下她后因产褥热去世，因此她的家人都认为她是一个灾星。君玲的父亲再婚了一个女人，她待在家里照顾孩子，同时严厉对待作者和她的兄弟姐妹们，并用许多奢侈的东西宠爱自己的孩子。本书的摘录也是Edexcel英语IGCSE新规范选集的一部分。
自从君玲出生以来，她一直被冷漠地拒绝，因为她的家人认为她会带来厄运。她父亲的第一任妻子在生下第五个孩子两周后去世。很快，她的父亲再婚了Jeanne Prosperi（在故事的大部分内容中被称为“娘”），一个拥有半法国血统的美丽女人。她曾经是一个水手的妻子，在失去依靠后和她的女儿变得穷困潦倒。嫁给了严锡荣（君玲之父）后，她对他的前五个孩子，尤其是君玲，既厌恶又残忍，同时又偏爱婚后不久出生的小儿子富兰克林和女儿苏珊。
这本书概述了君玲为找到一个她觉得属于自己的地方而进行的斗争。她没有从父母那里得到太多的爱，她在与祖父和巴巴阿姨的关系中找到了一些安慰，但由于“娘”诽谤他们会对孩子们产生不良影响，他们被从她身边带走了。君玲全身心投入到学术成就的努力中，希望赢得家人的赞赏，但也希望获得家人的回报，因为她在文字和学术成就中找到了巨大的乐趣，在父亲和继母从未想过的事情上取得了进步，例如在班上名列前茅。她在学校有很多朋友爱她，但由于作者的自卑，他们不了解她的内心生活。
IGCSE摘要
在香港寄宿学校时，君玲被私人司机带走，并告诉她爷爷已经去世，她十分伤心，但她的家人对此却漠不关心。当她阅读《李尔王》时，她与书中对祖父的爱产生了共鸣，激励其为国际戏剧写作比赛提交了一篇作品，并立志要在英国大学学习。然而，由于担心回家后父母的态度，作者自己的决定感到矛盾。
在寄宿学校和朋友们玩耍时，阿德琳被司机打断，带回家看望父亲。在他的房间里（《Holies of Holies》），她被告知自己在国际剧本写作比赛中获得了第一名。Adeline既高兴又惊讶，她鼓起勇气向他申请允许，与她的兄弟们一起在英国学习文学和创意写作领域。毫不奇怪，她的父亲立即拒绝了她的想法，并把她送到了一所专门研究产科的医学院。尽管如此，阿德琳还是非常高兴有机会出国学习，并表示同意。
1. ↑  . Google 图书.   [2024-7-6]. （原始内容存档于2024-07-06） （中文）.